# Christian Hübner (Physiker)
Christian Gerhard Hübner (* 18. November 1968 in Halle (Saale)) ist ein deutscher Physiker und Hochschullehrer.

## Leben
Hübner, Sohn des Biochemikers Gerhard Hübner und Bruder von Dorothee Kern, besuchte zwischen 1975 und 1985 die Polytechnische Oberschule Kröllwitz sowie von 1985 bis 1987 Spezialklassen für Mathematik und Physik der Martin-Luther-Universität Halle-Wittenberg. Nach dem zweijährigen Grundwehrdienst, welchen er in Schwerin ableistete, nahm Hübner an der Uni Halle-Wittenberg ein Studium im Fach Physik auf. Dieses schloss er 1994 mit dem Diplom ab, in den Folgejahren war er im Fachbereich Physik ebenjener Hochschule als wissenschaftlicher Mitarbeiter tätig und legte 1998 seine Doktorarbeit zum Thema „Punktdefektgeneration bei der Versetzungsbewegung“ vor.
Nach einem Forschungsaufenthalt in der Schweiz hatte Hübner bis zum Jahresbeginn 2007 eine Stelle als Juniorprofessor an der Martin-Luther-Universität Halle-Wittenberg inne. Im Februar 2007 trat er eine Professur am Institut für Physik der Universität zu Lübeck an.